# Jean-Louis Amiotte
Jean-Louis Amiotte est une société française spécialisée dans la fabrication de salaisons, notamment saucisse de Morteau et saucisse de Montbéliard. 
Avec l'entreprise Morteau Saucisse, elle forme un groupe qui représente (en 2010) 205 salariés (120 sur le site Jean-Louis Amiotte et 80 sur le site Morteau Saucisse), 33 M€ de chiffre d'affaires et une production totale de 5 700 tonnes par an (dont 85 % pour le produit saucisse de Morteau).

## Historique
L'entreprise Jean-Louis Amiotte a démarré dans le village d'Avoudrey (Doubs), sous la forme d'une simple boucherie, ouverte en 1939 par Jean Amiotte – Suchet.
Son fils, Jean-Louis, la reprend en 1967. Il s'intéresse à la saucisse de Morteau, alors un produit marginal que les artisans fabriquent par ailleurs de manière disparate. Jean-Louis Amiotte travaille avec d'autres fabricants à l'obtention d'un label régional agricole, label qui sera obtenu en 1976. (La saucisse de Morteau a obtenu depuis une IGP, Indication géographique protégée).
L'entreprise développe progressivement un outil industriel autour du savoir-faire artisanal.
En 2003, la société Jean-Louis Amiotte rachète la société Morteau Saucisse. 
En 2008, à la suite du décès de Jean-Louis Amiotte-Suchet, Richard Paget, alors directeur salarié, effectue un LMBO et rentre au capital de l'entreprise au côté de Carole et Arnaud Amiotte-Suchet, les enfants de Jean-Louis Amiotte-Suchet,.
L'entreprise est aujourd'hui le premier fabricant de saucisse de Morteau, et en assure plus de la moitié de la production totale.
En février 2012, Morteau Saucisse "crée le buzz" avec sa campagne à connotation grivoise, dans laquelle la légende "offrez-vous 20 cm de pur bonheur" accompagne une saucisse présentée verticalement. Après avoir été diffusée dans l'est de la France puis dans Libération, la campagne est détournée par Les Guignols de l'info.
Le regroupement des deux sites de production historiques de Morteau Saucisse (à Morteau) et Jean-Louis Amiotte (à Avoudrey) a été annoncé par la presse pour l'horizon 2015,,,.
En mai 2013, L'entreprise reçoit la visite officielle du président de la république en fonction François Hollande.